# Erythrodiplax solimaea
Erythrodiplax solimaea är en trollsländeart som beskrevs av Friedrich Ris 1911. Erythrodiplax solimaea ingår i släktet Erythrodiplax och familjen segeltrollsländor. Inga underarter finns listade i Catalogue of Life.